# Anne-Sophie Mathis
Anne-Sophie Mathis, née le 13 juin 1977 à Nancy originaire de Pulnoy, est une  boxeuse française. Elle est l'ancienne octuple championne du monde des super-légers (WBA, WIBF, UBC et WBC).
Elle est intronisée en 2021 au International Boxing Hall of Fame (temple de la renommée internationale de boxe anglaise),.

## Carrière
En battant sa compatriote Myriam Lamare le 2 décembre 2006 au palais omnisports de Paris-Bercy, Anne-Sophie Mathis devient championne du monde WBA des super-légers.
Le 29 juin 2007, elle conserve son titre au cours de la revanche organisée à Marseille sur les terres de Myriam Lamare.
Le 29 novembre 2008, elle reçoit le Gant d'Argent 2009 à Enghein les Bains. Elle reçoit un autre gant d'argent en 2010 pour l'année 2009 Elle multiplie les succès, la plupart avant la limite, et réussit l'exploit de battre par KO au 7e round la championne américaine Holly Holm le 2 décembre 2011 à Albuquerque ce qui lui vaut cette fois de remporter les Gants d'or.
Elle perd cependant ses ceintures lors d'une revanche contre Holm sur décision unanime le 15 juin 2012 puis contre Cecilia Brækhus, championne WBA, WBC et WBO de la catégorie, aux points le 22 septembre 2012.
Le 26 juillet 2014 elle affronte Christina Hammer pour le championnat du monde WBO-WBF des super-welters et à la suite d'un "soi-disant coup de coude derrière la tête" au 5e round qui a mis KO Hammer, l'arbitre arrête le combat. Les juges rendent une décision de "no contest" et disqualifient Mathis; la WBO a dans un premier temps considéré que la décision correcte aurait dû être une victoire par K.O en faveur de Mathis puis s'est conformé à la décision de la fédération allemande de boxe (BDB).
Depuis la fin de sa carrière sportive, Anne-Sophie Mathis travaille au Ministère de la Justice, tout en poursuivant 

### Palmarès
- 27 victoires dont 23 avant la limite, 3 défaites
- Championne du monde WBA et WIBF des super-légers le 2 décembre 2006 en battant Myriam Lamare à Bercy
- Championne du monde UBC  et WBC des super-légers le 8 mars 2008 en battant à Metz la Panaméenne Ana Dinamita Pascal

- le 1er juin 2013 à Dombasle-sur-Meurthe, elle est devenue pour la 8e fois championne du monde par K.O en battant la Dominicaine Yahaira Hernandez.

### Récompenses
- 2013 :  Chevalière de l'ordre national du Mérite
- 2007 :  Médaille de la jeunesse, des sports et de l'engagement associatif, argent
- Grade de Chevalier de la Fédération Française de Boxe

## Publication
- Je me bats dans la vie comme sur le ring, Paris, Éditions Anne Carrière, 2010, 184 p. (ISBN 978-2-84337-535-4, BNF 42194640)